# Baškirska avtonomna sovjetska socialistična republika
Baškirska avtonomna sovjetska socialistična republika (baškirsko Башҡорт Автономиялы Совет Социалистик Республикаhы; rusko Башкирская Автономная Советская Социалистическая Республика, latinizirano: Baškirskaja Avtonomnaja Sovetskaja Socialističeskaja Respublika), zgodovinsko poznana tudi pod imenom Sovjetska Baškirija ali samo Baškirija, je bila avtonomna sovjetska socialistična republika znotraj Ruske sovjetske federativne socialistične republike. Danes je ta enota Ruske federacije poznana pod imenom Baškortostan.
Baškirska avtonomna sovjetska socialistična republika je bila prva avtonomna sovjetska socialistična republika v Ruski sovjetski federativni socialistični republiki.

## Zgodovina
Republika je obsegala 143.600 km² ozemlja skrajno jugovzhodnega dela evropske Rusije. Na vzhodu je mejila na Ural. Ozemlje so v 13. stoletju. v času širjenja Zlate horde, poselili Baškiri, nomadsko stepsko ljudstvo turškega izvoda. Sredi 16. stoletja so se na to ozemlje začeli priseljevati Rusi, ki so med drugim ustanovili mesto Ufa, današnjo prestolnico Baškortostana. Zaradi množičnega priseljevanja Rusov je v Baškiriji izbruhnilo več lokalnih uporov, ki pa se niso razširili. Prvotni prebivalci so sredi 19. stoletja po večini opustili nomadski slog življenja in se ustalili. Začeli so se v večji meri ukvarjati s kmetijstvom, ki je še danes pomembna panoga v Baškortostanu. Z ustalitvijo se je počasi začela spreminjati tudi družbena ureditev, ki je bila do tedaj klanska. Večinska religija v Baškirski ASSR je bila Islam, sledila pa ji je Ruska pravoslavna Cerkev. V Baškiriji so se odvijali pomembni boji v ruski državljanski vojni, leta 1919, pod novo komunistično oblastjo, pa je prav Baškirija kot prva dobila status avtonomne republike znotraj Rusije. Svojo neodvisnost znotraj Sovjetske zveze je Baškirija razglasila 11. oktobra 1990, ko se je preimenovala v Baškirsko sovjetsko socialistično republiko. Polno neodvisnost je razglasila leta 1992. Dve leti kasneje se je Baškortostan odločil ostati del Ruske federacije.

## Gospodarstvo
Republika je bila v času Sovjetske zveze pomembna zaradi bogatih mineralnih nahajališč. Na njenem ozemlju so bogata nahajališča nafte in zemeljskega plina, pa tudi železove rude, mangana, bakra, soli in kvalitetnega gradbenega kamna. Zaradi teh danosti je Sovjetska zveza v Baškiriji zgradila pomembno težko industrijo. Poleg tega se prebivalci še vedno ukvarjajo tudi z vzrejo živine in s čebelarstvom.